# Cmentarz żydowski w Ropczycach
Cmentarz żydowski w Ropczycach – kirkut mieści się przy ul. Polnej. Powstał w pierwszej połowie XIX wieku. W czasie II wojny światowej został zdewastowany przez nazistów. Nie zachowały się na nim żadne macewy. Na miejscu kirkutu postawiono obelisk z tablicą pamiątkową oraz ohel cadyka. Nekropolia miała powierzchnię 0,5 ha.